# El Cocejón
El Cocejón es una localidad del municipio de Luena (Cantabria, España). En el año 2024 contaba con una población de 15 habitantes (INE). La localidad se encuentra a 680 metros de altitud sobre el nivel del mar, y a 6 kilómetros de la capital municipal, San Miguel de Luena.
- Datos: Q5821460